# August Willem Philip Weitzel

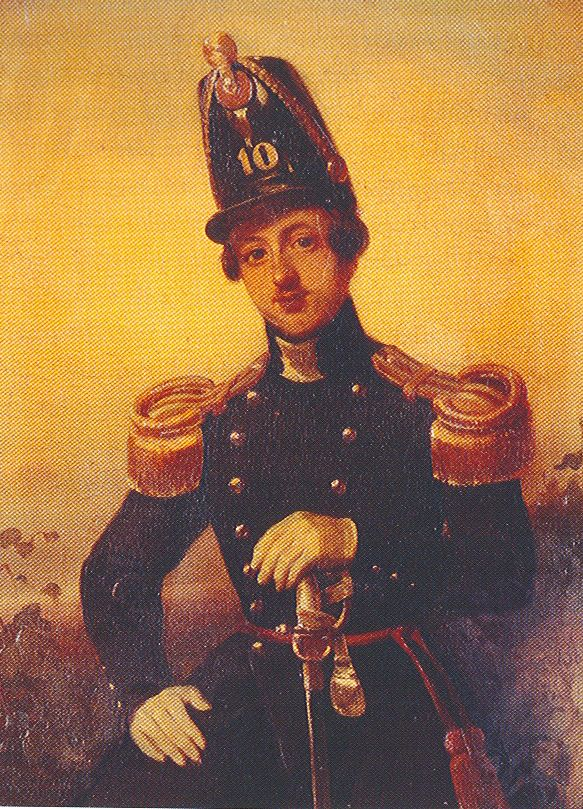
Luitenant Weitzel van het 10e regiment infanterie in 1846

August Willem Philip Weitzel (Den Haag, 6 januari 1816 – aldaar, 29 maart 1896) was een Nederlands beroepsofficier en conservatief liberale politicus, in twee kabinetten minister van Oorlog, en ook minister van Koloniën ad interim in het kabinet-Heemskerk Azn.

## Levensloop
Weitzel was de zoon van de uit Duitsland stammende ritmeester Johan Philip Weitzel en Luise Diaz de Vivano, dochter van luitenant-kolonel de Vivano, de directeur van de artillerieschool in 's-Gravenhage.
Weitzel werd niet opgeleid op de Koninklijke Militaire Academie, maar in het leger; hij was nadien als kapitein-adjudant van generaal F.V.H.A. Ridder de Stuers actief in Nederlands-Indië. Vanwege deelname aan de expeditie naar de opstandige Lampongsche districten werd Weitzel op 7 juni 1857 benoemd tot Ridder in de Militaire Willems-Orde.
Na terugkeer publiceerde hij als redacteur van de Militaire Spectator veelvuldig over militaire zaken. Van 1868 tot 1872 was hij garnizoenscommandant van Maastricht. In 1873 werd hij minister van Oorlog in het kabinet-De Vries-Fransen van de Putte.
Weitzel ontving nog meer onderscheidingen. Hij werd op 26 maart 1853 benoemd tot Ridder in de Orde van de Eikenkroon, in 1857 zogezegd tot Ridder in de Militaire Willems-Orde en op 12 mei 1874 tot commandeur in de Orde van de Nederlandse Leeuw. Hij ontving ook het Onderscheidingsteken voor Langdurige Dienst als officier, een onderscheiding die mede aan de artikelen van Weitzel in de Militaire Spectator haar ontstaan dankt.

### Familie
Weitzel was de grootvader van de naar hem genoemde radio-omroeper en verslaggever Guus Weitzel.

## Werk

### Vestingwet
Als minister van Oorlog bracht Weitzel een wettelijke regeling voor het vestingstelsel tot stand, waardoor de landsdefensie moest worden geconcentreerd in de Hollandse Waterlinie met daarbinnen de Stelling van Amsterdam.
Het was Weitzel die doordrukte dat het Nederlands-Indisch Leger op de noordpunt van Atjeh een stelling aan zou leggen en zich daarachter terug zou trekken. De opdracht voor de bouw ging naar kolonel Pel. Het was, zo bleek later, een zeer kostbare politieke en militaire fout.

### Onschendbaar koningschap
De minister was een voorstander van een ceremonieel en onschendbaar koningschap en botste daarom vaak met koning Willem III. De koning wenste zich niet altijd bij zijn constitutionele rol neer te leggen. De conflicten liepen zo hoog op dat de koning hem na zijn aftreden weigerde te bevorderen tot luitenant-generaal. Weitzel werd kort daarop, tegen zijn zin, als generaal-majoor gepensioneerd.

### Dagboek
In het kabinet-Heemskerk Azn. keerde Weitzel terug als minister. Weitzel liet als een der weinige hooggeplaatste functionarissen in de omgeving van koning Willem III een dagboek na, dat hij de naam "Merkwaardigheden uit mijn leven" gaf. Dat werd in 1918 door de familie aan het rijksarchief geschonken waar het vijftig jaar lang alleen met toestemming van de minister van Onderwijs mocht worden ingezien. In 1968 werden delen van het uit meerdere cahiers bestaande dagboek gepubliceerd onder de titel "Maar Majesteit!"

### Verdere progressieve opvattingen

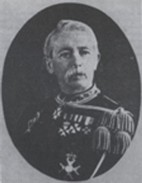
Weitzel als generaal

Weitzel was een vooruitstrevend man. Hij keerde zich tegen het overleefde eergevoel van de militair en de daaruit voortkomende tweegevechten, het zogenaamde duelleren en zette zich voor betere arbeidsomstandigheden in.
Als hoofd van de schietopleiding benaderde een Fransman, de heer Pertuiset, hem in 1866 met een aanbod om het exclusieve recht op de vervaardiging van gepantserde exploderende kogels, we zouden nu van "Dumdumkogels" spreken, aan Nederland te gunnen. Proeven met blokken gelatine en kadavers toonden de verschrikkelijke uitwerking van deze kogels op een lichaam en Weitzel wees het, in zijn ogen "barbaarse", aanbod beslist van de hand. Het gebruik van deze kogels werd later in een internationaal verdrag verboden.

### Over zijn publicaties
Weitzel publiceerde ook in Het Vaandel, De Gids, de Verslagen der Vereeniging tot beoefening van de Krijgswetenschap en het Indisch Militair Tijdschrift. In het "Album der Natuur" verschenen "Het ontstaan van den zedelijken en verstandelijken mensch" (1872) en "Blijk van overleg bij een paard" (1873), waaruit Weitzels interesse in psychologie mag blijken. Er verschenen ook artikelen van zijn hand in de Indische Gids en de Psychiatrische Bladen, die, volgens de opgave van de Nederlandse Maatschappij voor Letterkunde, in 1890 zijn "De laatste Stuarts" publiceerden.
Paul van 't Veer, de bezorger van Weitzels dagboek, schrijft dat "De laatste Stuarts" amateuristisch was geschreven en daarom door hoofdredacteur dr. A.O.H. Tellegen werd geweigerd. Het in 1896 gedrukte in memoriam van de Nederlandse Maatschappij voor Letterkunde suggereert dat het wél werd gepubliceerd.
Het meest opvallende artikel van Weitzel was zijn "Twee Keizers" dat in de jaren van zijn eerste ministerschap werd geschreven en tijdens de tweede ambtsperiode, na nog meer ervaringen, en aanvaringen, met Willem III werd herzien.
In dit artikel bespreekt Weitzel de tsaren Paul I en Peter III die beiden krankzinnig waren. Beiden waren voorouders van Willem III der Nederlanden en de door Weitzel getrokken parallellen tussen de krankzinnige autocraten en de onberekenbare Nederlandse koning waren van dien aard dat de Gids het artikel in 1878 niet durfde te publiceren.
Het artikel heeft, in enige vorm, wél in hofkringen gecirculeerd en in zijn dagboek schreef Weitzel dat prins Frederik der Nederlanden het met nauw verholen instemming had gelezen.
Ook De Tijdspiegel weigerde in 1890 het al gezette artikel te publiceren omdat dat, nu de koning overleden was, niet meer opportuun zou zijn en een slechte indruk op "oppervlakkige lezers" zou maken.
Het artikel over de twee keizers is, zo schrijft Van 't Veer, als eigen uitgave of brochure, de proefbladen van het zetsel van De Tijdspiegel kunnen daarvoor gebruikt zijn, misschien aan koningin-regentes Emma en met zekerheid aan leden van haar kring voorgelegd. Dr. A.O.H. Tellegen schreef Weitzel in 1892 letterlijk dat "het opstel volgens geloofwaardige inlichtingen door de koningin-regentes was gelezen en indruk had gemaakt, zodat zij uw (Weitzels) advies bij de opvoeding van de jonge Wilhelmina niet in de wind zal slaan".
Het boek beschrijft hoe een verkeerde opvoeding vorsten tuchteloos, bandeloos en egoïstisch (als koning Willem III) kan maken, en heeft, naar vermoed wordt, mogelijk Emma bewogen om haar dochter streng op te voeden.
Tijdens Wilhelmina's volwassenheid noemde zij haar frequente driftbuien overigens steeds "Russische buien".

## Publicaties

### Boeken
- De oorlog op Java, bewerking van de nagelaten papieren van luitenant-generaal baron Merkus de Kock
- Batavia in 1858, 1860
- De derde militaire expeditie naar het eiland Bali in 1849, 1859.
- Schetsen uit het oorlogsleven in Nederlandsch-Indië. De Lampongs in 1856, 1862.
- Handleiding bij het schieten met draagbare vuurwapenen (1852)
- Het leven van den generaal-majoor (later luitenant-generaal en adjudant in buitengewonen dienst van Zijne Majesteit den Koning) F.V.A. Ridder de Stuers, Ridder der Militaire Willems Orde 3de Klasse, Commandeur der Orde van den Nederlandschen Leeuw, Groot-Officier der Orde van de Eikenkroon, Officier van het Legioen van Eer, Ridder van de Orde der Réunie, oud-Bevelhebber van het Nederlandsche leger in Oost-Indië, 1862.
- De geschiedenis van het onderwijs in het schieten bij de Nederlandsche infanterie, 1870.
- De organisatie bij de wet onzer strijdkrachten te land, 1871.
- Het leven van den ridmeester J.P. Weitzel, Ridder van de Orde van de Réunie ... door zijn zoon den Kolonel A.W.P. Weitzel, 1871
- De beteekenis en de geschiedenis onzer grondwettige voorschriften aangaande de landsverdediging, zoowel met betrekking tot Nederland als tot zijne Overzeesche bezittingen, 's-Gravenhange, 1880.
- Herinneringen van een oud-vrijwilliger. Schetsen en beelden uit het militaire leven tusschen 1830-1840, 1881.
- Borneo van Zuid naar Noord, een recensie van Perelaers "Borneo van Zuid naar Noord", 1882.
- Geschiedkundig overzicht van de expeditie naar Tomorie op Celebes in het jaar 1856, 1883.
- Een artikel, "De laatste Stuarts", waarin Weitzel die zeer in geestesziekten geïnteresseerd was en in zijn dagboek uitgebreid ingaat op het door hem veronderstelde "krankzinnige monisme" van de labiele koning Willem III, de geestesgesteldheid van vorsten en het effect van hun opvoeding op hun karakter bespreekt. Het waar het de medische achtergrond van geestesziekten betreft amateuristische artikel werd door de Gids en een vaktijdschrift in eerste instantie geweigerd.

### Artikelen
Weitzel schreef tientallen artikelen in de Militaire Spectator, zoals
- Het tweegevecht, 1842
- Proeve van de nieuwe grondwet, 1849
- Belangrijke proeven hier te lande genomen met draagbare vuurwapenen, 1849
- Iets over de proeve van bezuiniging op de begrooting van oorlog enz., 1849
- Over de samenwerking der land- en zeemagt tot de defensie, 1849
- Over de noodzakelijkheid om het Nederl.- in verband te brengen met het O.I. Leger en een goed staand leger als in Engeland te moeten onderhouden
- Historisch overzicht van den aanval op Sintang in 1856, 1860

en tientallen artikelen over krijgskunde en de dagelijkse gang van zaken in het leger.
In De Tijdspiegel verscheen in 1880
- "Een volkslied voor Nederland" waarin Weitzel het, in zijn ogen, sentimentele en onwaardige "Wien Neêrlands bloed" van Tollens bespreekt en een lans voor het oude "Wilhelmus" breekt.